# بینوایان (موزیکال)

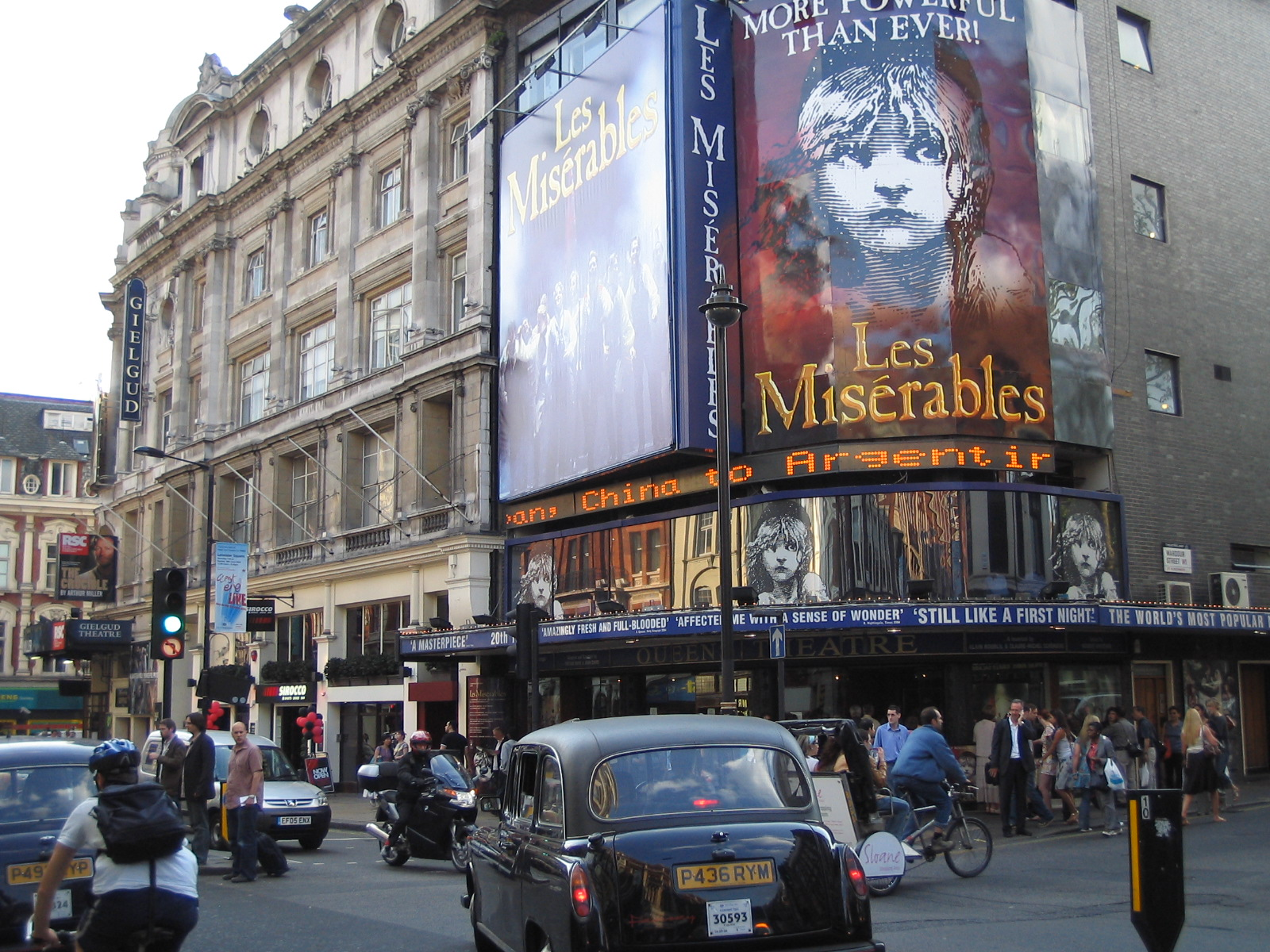
تابلوی اجرا در تئاتر ملکه

بی‌نوایان (به فرانسوی: Les Misérables) یک تئاتر موزیکال بر اساس رمان بینوایان شاعر و نمایشنامه‌نویس فرانسوی ویکتور هوگو است.
کلود-میشل شونبرگ آهنگسازی این موزیکال را برعهده داشت و ترانه‌سرایی آن از آلین بوبلیل و جین-مارک ناتل بود. داستان این موزیکال در اوایل سده نوزدهم در فرانسه می‌گذرد و تلاش مردم برای رستگاری و انقلاب را به تصویر می‌کشد. اولین بار در ۱۹۸۰ در فرانسه روی صحنه رفت. بینوایان طولانی‌ترین اجرا در کل تاریخ تئاتر وست اند بعد از نمایشنامه تله‌موش است و در تاریخ برادوی سومین نمایشنامه به شمار می‌رود. در وست اند این موزیکال، طولانی‌ترین زمان اجرا را داشته است که بعد از آن شبح اپرا قرار دارد. در ژانویه ۲۰۱۰ ده هزارمین اجرای آن در وست اند در تئاتر ملکه روی صحنه رفت.